# Delara Burkhardt
Delara Burkhardt é uma política alemã do Partido Social Democrata (SPD) que é deputada ao Parlamento Europeu desde 2019. Ela é membro da Comissão de Meio Ambiente, Saúde Pública e Segurança Alimentar do Parlamento Europeu.
Além das suas atribuições nas comissões, Burkhardt faz parte do Intergrupo do Parlamento Europeu para os Direitos LGBT, do Intergrupo do Parlamento Europeu para os Mares, Rios, Ilhas e Zonas Costeiras e do Grupo de Trabalho para a Conduta Empresarial Responsável.